# إرين توزلو
إرين توزلو (بالتركية: Eren Tozlu) (27 ديسمبر 1990 بغيرسون في تركيا - ) هو لاعب كرة قدم تركي في مركز الهجوم. شارك مع منتخب تركيا ب لكرة القدم ‏. أما مع النوادي، فقد لعب مع سامسون سبور وغيرسون سبور ومرسين إيدمانيوردو وPazarspor ‏.

## روابط خارجية
- إرين توزلو على موقع اتحاد تركيا (لاعب) (الإنجليزية)
- إرين توزلو على موقع قاعدة بيانات كرة القدم.إي يو (الإنجليزية)
- إرين توزلو على موقع Soccerway.com (الإنجليزية)
- إرين توزلو على موقع عالم كرة القدم.نت (الإنجليزية)